# Manoir de Lénioten
Le manoir de Lénioten  est un édifice situé à Quistinic, en France.

## Situation
Le manoir est situé sur le territoire de la commune de Quistinic, au lieu-dit Lénioten, dans le département du Morbihan, en région Bretagne.

## Description
Le manoir date du XVIIe siècle, édifice à un étage carré, élévation à travées, construit en pierre de taille et moellons de granite. Toiture  à longs pans, pignon découvert, noue. Escalier dans-œuvre : escalier à vis sans jour.

## Histoire
Le manoir est inscrit à l'inventaire général du patrimoine culturel.